# Жорже Андраде
Жорже Мануел Алмейда Гомес де Андраде (порт. Jorge Manuel Almeida Gomes de Andrade; нар. 9 квітня 1978, Лісабон), або Жорже Андраде — португальський футболіст, що виступав на позиції центрального захисника. Найбільш відомий своїми виступами за іспанський «Депортіво (Ла-Корунья)» і збірну Португалії. Учасник Чемпіонату світу з футболу 2002 і Євро-2004.

## Клубна кар'єра

### Ранні роки
Дебютував у професійному футболі у 1997 році у складі команди «Ештрела» Амадора. Впевнена гра молодого захисника, яка допомогла його команді двічі поспіль посісти восьме місце у вищому португальському дивізіоні, привернула увагу скаутів одного з трьох португальських грандів — « Порту», куди Андраде перейшов 1 липня 2000 року. У складі «драконів» Андраде провів два сезони, ставши володарем Кубку Португалії у сезоні 2000-01. У фіналі «Порту» переграв «Марітіму» 2-0, а Жорже відіграв увесь матч. Своїми виступами захисник зумів зацікавити «Лаціо», «Арсенал» і «Барселону».

### Депортіво
1 липня 2002 року було оголошено про перехід Жорже Андраде до «Депортіво» з Ла-Коруньї. Іспанці заплатили за перехід центрбека 13 мільйонів євро (як частина угоди, у зворотньому напрямку відправився голкіпер Нуну Ешпіріту Санту). У дебютному сезоні Андраде взяв участь у 11 матчах Ла-Ліги і 4 матчах Ліги Чемпіонів.
У сезоні 2003-04 португалець став беззаперечним гравцем основного складу, зігравши найбільшу кількість хвилин з усіх гравців клубу (3330 у чемпіонаті). Також був основним захисником у розіграші Ліги Чемпіонів 2003-04. Отримав вилучення у першому півфінальному матчі проти своєї колишньої команди — «Порту» — за удар Деку. Протягом наступних років продовжував грати важливу роль у команді, виходячи на поле у більшості матчей сезону.

### Ювентус
1 липня 2007 року Андраде офіційно приєднався до італійського «Ювентуса» за 10 мільйонів євро. Втім за новий клуб португалець майже не зіграв через проблеми зі здоров'ям. 25 вересня 2007 року отримав важку травму коліна і вибув до кінця сезону. Повернувшись до складу влітку 2008, вже 1 липня отримав нове ушкодження і вибув ще майже на рік. У квітні 2009 отримав статус вільного агента, зігравши за «Ювентуса» лише у п'яти зустрічах.

## Виступи за збірну
Протягом 2001—2008 років викликався до складу збірної Португалії. За збірну провів 51 матч, забивши три голи. Учасник Чемпіонату світу 2002 року у Японії і Кореї.
Був основним захисником «селесао» на домашньому Євро-2004, де португальці завоювали срібло, поступившись у фіналі збірній Греції. Свій перший гол за збірну забив у товариському матчі проти Анголи 14 листопада 2001. Єдиний гол у офіційних матчах забив 3 вересня 2005 у ворота Люксембургу в кваліфікації до Чемпіонату світу 2006. Останній матч за національну команду провів 22 серпня 2007 в кваліфікації до Євро 2008 проти збірної Вірменії.

## Титули і досягнення
- Володар Кубка Португалії з футболу (1):

«Порту»: 2000-01
- Володар Суперкубка Португалії з футболу (1):

«Порту»: 2001
- Володар Суперкубка Іспанії з футболу (1):

«Депортіво»: 2002
- Віце-чемпіон Європи: 2004